# Пащенко Яна Валеріївна
Яна Валеріївна Пащенко (3 січня 1979, місто Ворошиловград, тепер Луганськ) — колаборантка, тимчасово виконувач обов'язки голови адміністрації міста Луганська т.зв. Луганської Народної Республіки (з листопада 2023 року).

## Біографія
Закінчила школу з відзнакою. З вересня 1996 до травня 1997 року навчалася в Луганському професійно-технічному училищі (ПТУ) № 44.
З 2005 до 2010 року — студентка Східноукраїнського національного університету імені Володимира Даля в Луганську за спеціальністю «бухгалтерський облік та аудит». 
З 2009 року — на державній службі в місті Луганську. У вересні 2019 року обіймала посаду начальника управління фінансів в окупаційній адміністрації Луганська. У червні 2022 року — заступник голови окупаційної адміністрації міста Луганська. Член партії Єдина Росія.
8 листопада 2023 року призначена т.в.о. голови адміністрації міста Луганськ т.зв. Луганської Народної Республіки, замінивши на посаді Маноліса Пілавова.
У березні 2025 року вибрана головою асоціації «Рада муніципальних утворень Луганської Народної Республіки (ЛНР)».

## Нагороди
- Знак «За старанність» II ст. (ЛНР)
- Почесний знак адміністрації міста Луганська Луганської Народної Республіки «За заслуги перед Луганськом» ІІІ ст.
- Пам'ятна відомча медаль «100 років контрольно-ревізійним органам Мінфіну Росії»